# دنیل مین
دنیل مین (فرانسوی: Danièle Djamila Amrane-Minne‎) ؛ (زاده: ۱۳ اوت ۱۹۳۹ – درگذشته: ۱۱ فوریهٔ ۲۰۱۷) در نویلی سور سن فرانسه به دنیا آمد و یکی از معدود دختران اروپائی بود که به دلیل کمک به FLN در جنگ الجزایر در دادگاه محکوم شد. مادرش ژاکلین گورودی (Jacqueline Netter-Minne-Guerroudj) و ناپدریش عبدالقادر گورودی (Abdelkader Guerroudj) بود، که هردو به دلیل همکاری با فرناند افیتون (Fernand Iveton) به مرگ محکوم شدند. فرناند افیتون تنها اروپائی بود که به دلیل شرکت در نبرد الجزایر علیه استعمار فرانسه به تیغ گیوتین سپرده شد. مادرش به دلیل کارزار تبلیغاتی سیمون دو بوار اعدام نشد، و ناپدریش هم آزاد گردید.

## فعالیت‌های انقلابی
دنیل مین هنگامیکه ۱۷ ساله بود در فعالیت‌های زیرزمینی با نام مستعار دیامیلا شرکت کرد. او در دسامبر سال ۱۹۵۶ دستگیر شد، و در روز ۴ دسامبر ۱۹۵۷ در دادگاه نوجوانان به ۷ سال زندان محکوم گردید. بعد از استقلال الجزایر در سال ۱۹۶۲ از زندان آزاد شد.

## فعالیت بعد از استقلال الجزایر
دانیل مین در سال ۱۹۶۴ ازدواج کرد و نام او به دیامیلا آرمان تغییر یافت. او بعد از مصاحبه با ۸۸ زن در سال‌های ۱۹۷۸ تا سال ۱۹۸۶ پایان‌نامه دکترای PHD خود را دربارهٔ شرکت زنان در جنگ نوشت، این پایان‌نامه بعداً به صورت کتابی بنام زنان در نبرد الجزایر منتشر گردید. بر مبنای این کتاب، فیلم الجزایر: زنان در جنگ، به وسیلهٔ پارمیندر ویر ساخته شد. سپس او در دانشگاه الجزیره شروع به تدریس کرد. اما در سال ۱۹۹۹ استاد تاریخ و مطالعات فمینیستی در دانشگاه تولوز شد.

## کارهای تحقیقاتی
- زنان و سیاست در الجزایر از نبرد استقلال تا امروز ما.
- تحقیقات در ادبیات آفریقا، از کارهای دیامیلا آرمان (دانیل مین) است.